# Fiabilandia
Fiabilandia è un parco divertimenti italiano, situato a Rivazzurra (frazione di Rimini), a poca distanza dalla strada statale Adriatica tra Rimini e Riccione.
La superficie del parco è di circa 150.000 m².
Il territorio del parco è attraversato da una strada statale, la cui costruzione ha portato al rischio di chiusura a causa delle tensioni tra il comune di Rimini e la proprietà del parco. Nonostante fosse stata annunciata, alla fine del settembre 2006, la sua chiusura, il parco ha completato la stagione e ha normalmente riaperto nel 2007. Ora il Comune e la proprietà sono giunti a un accordo soddisfacente.
Il parcheggio è riparato da pensiline in acciaio, le quali fungono da sostegni per un grosso impianto fotovoltaico.
Il Parco, generalmente, apre la sua stagione il primo weekend di marzo e chiude la prima settimana di gennaio.

## Caratteristiche
Fiabilandia è uno dei parchi a tema più antichi d'Italia (assieme a Città della Domenica a Perugia e Edenlandia a Napoli). Il primato spetta al parco di Perugia, aperto nel 1963, mentre Edenlandia e Fiabilandia aprirono nel 1965.
L'attuale direzione di Fiabilandia ha scelto di considerare il 1966 quale anno di inaugurazione ufficiale, poiché nel 1965 la struttura era aperta solo in forma sperimentale e provvisoria: solo in seguito furono operati dei lavori per creare un vero e proprio parco tematico.
Di forma grossomodo circolare, il parco si sviluppa intorno a un lago di cava, il lago Bernardo, una ex cava di ghiaia riempitasi d'acqua per le numerose falde. Il lago ospita molte specie di uccelli migratori.
Fiabilandia si sviluppa in tre aree tematiche principali, i quali temi sono quello medioevale, quello orientale e quello western, ma l'unica area sviluppata completamente è quella western.

## Storia

### Nascita
La struttura, inaugurata nel 1965, era inizialmente concentrata nella zona che attualmente è la zona western. Non era un parco ben definito, ma presentava numerose forme di intrattenimento, soprattutto per i più piccoli (barchette, pista per go-kart, ecc.)

### Gli anni del "boom"
Il parco è cresciuto e ha raggiunto il suo apice negli anni ottanta. La direzione all'epoca era di Oriano Bizzocchi (direttore del parco dal 1974 al 1983), il quale, unitamente all'amministratore Bruno Ravaioli, prese spunto dalle attrazioni dei parchi Disney americani per adattare il parco riminese a essi; l'esempio più evidente è il roller coaster nella miniera d'oro, che pare una versione rimpicciolita del Big Thunder Mountain disneyano.
Nel 1975 viene pubblicato su etichetta Cetra il 45 giri "Sono Puck Lo Scoiattolo Verde" cantato da Franco Latini e il Piccolo Coro del Maffei di Torino, con la presenza di due brani scritti da Romano Bertola intitolati "Caro Puck" e "Dove Sei Stato Puck?".
L'attrazione più celebre era il King Kong di Carlo Rambaldi utilizzato nel celebre remake del 1976. Sotto una tensostruttura, venne collocato sdraiato in tutta la sua imponente grandezza. L'ingombro di King Kong era di circa 40 metri per 20. Questa attrazione fu smantellata nei primi anni novanta. 
Nel periodo Bizzocchi/Ravaioli furono installate o sostituite molte attrazioni: 
- Il "Galeone" fu sostituito da un altro "Galeone Pirata" e fu costruita la "Grotta del Teschio" (poi crollata in seguito a un'alluvione e ricostruita);
- la "Show boat" fu sostituita dal "Battello" (ora Fiaby boat);
- il treno a vapore fu sostituito da un treno a Gasolio (ora chiamato Fiabilandia express).

Vengono, negli anni, installate:
- Il Brucomela (oggi, con nuove scenografie, è la "Valle degli Gnomi");
- il Castello di Mago Merlino;
- il Labirinto cinese (non più presente);
- il Lago dei Sogni;
- il ristorante Saloon;
- la Miniera d'oro del West;
- le Fontane danzanti (show al centro del lago);
- l'area spettacoli tensostruttura (ora Palagiallo).

All'interno del parco furono inseriti vari spettacoli di foggia circense. Dopo l'apice nel 1987 (circa 500.000 presenze) e l'abbandono della direzione da parte di Bizzocchi, il parco iniziò un lento declino, che proseguì per buona parte degli anni novanta.

### Gli anni novanta: il declino
A causa di scelte organizzative tra cui l'abolizione della mascotte del parco (Puck, un simpatico animale verde vestito elegante con un cilindro), il mancato inserimento di nuove attrazioni e la scarsissima comunicazione pubblicitaria, il parco subisce una forte flessione. Nel frattempo i parchi concorrenti, con i quali Fiabilandia era alla pari negli anni ottanta, l'avevano inesorabilmente superata. Strutture degne di nota costruite in questi anni sono la piscina per bambini Mar dei Ranocchi e la Cacca disco (all'epoca una discoteca per bambini).
Nel 1998 cambia la direzione del parco e viene introdotto Roller boom, uno spinning coaster fabbricato dall'impresa francese Reverchon.

### 1999: nuova gestione
Il parco, nel 1999, cambia proprietà passando alla società che controlla anche lo Zoo Safari Fasanolandia. Questa svolta porta il reinserimento degli spettacoli circensi e non, tra i quali La fiaba di Aladino, Pinocchio on ice, La Bella e la Bestia on ice e Biancaneve e i sette nani. Sono installate anche alcune attrazioni per innalzare il target (un ranger, una zattera e un nuovo Power sourge della ditta Zamperla, ma le novità durano poche stagioni, in quanto non gradite dal pubblico).
Una grande novità in termini d'immagine fu la creazione di una nuova mascotte: il Babau, mostriciattolo peloso blu a macchie gialle amico dei bambini, sbucato fuori per magia dal pentolone di mago Merlino.
La nuova gestione, possedendo uno zoosafari, decide di adibire una zona del parco inutilizzata a "Zoo", visitabile con un trenino; anche questa iniziativa ha però vita breve. Nonostante il comune e l'ASL avessero rilasciato i necessari permessi, il parco fu oggetto di proteste da parte di numerose associazioni animaliste.
Durante la nuova gestione tutte le attrazioni del parco hanno subito rimodernamenti:
- Nel 2000 il Brucomela viene modificato: viene aggiunta una galleria nella quale sono visibili 7 gnomi minatori, numerose formiche si affacciano alle Mele e vengono aggiunti anche alcuni soggetti nella prima grotta, oltre ad altri oggetti scenografici; il Brucomela viene quindi ribattezzato Valle degli Gnomi
- Nel 2001 il Labirinto Orientale (o Cinese) viene modificato: è aggiunto un pre-labirinto con tanto di statua del Buddha in meditazione, con un grazioso giardino esterno; il Labirinto prende quindi il nome di Labirinto di Fu-Ming (ora non più presente).
- Nel 2003/2004 la Nave Pirata (che negli anni novanta era diventata l'Astronave di Capitan Rottame) viene ripristinata come Nave Pirata, e viene costruita una scenografia intorno a questa; la zona diventa la Baia di Peter Pan (un percorso a piedi tematizzato). Viene ritematizzata tutta la via principale che attraversa la Zona Far-West.
- Vengono eseguiti lavori di manutenzione negli anni anche a tutte le altre attrazioni.
- 2005/2006/2007/2008 i recenti rinnovamenti eseguiti nel parco possono far parlare di un vero "rilancio", ma in particolare si va delineando una vera specializzazione verso il target bambino 2/10 anni, qui le famiglie possono addentrarsi indisturbate nel tanto verde del parco, e tra le nuove aree tematizzate e giostre e percorsi dedicati.

### 2012: la possibile chiusura ed il rischio fallimento
Durante la stagione 2012 iniziano altri problemi finanziari. La Direzione, a causa di un lungo periodo di crisi, propone come piano di rivoluzione: taglio netto dei dipendenti, smantellamento di alcune attrazioni, giorni ed orari di apertura ridotti a 3 mesi l'anno per sole poco più di 7 ore al giorno.
I dipendenti contrari a queste scelte, si ritrovano Venerdì 31 agosto 2012 a manifestare all'esterno del parco, ritardando così l'apertura prevista per le 10:00 alle ore 12:30. Il direttore generale Osvaldo Paci aveva dichiarato che erano "pronti a chiudere da un giorno all'altro" se la situazione di crisi non cambiava.

### Anni 2019 ad oggi
Successivamente agli anni di crisi il parco sembra aver trovato una piccola strada verso la "crescita". Nel 2019 viene installato un nuovo Junior Coaster ovvero "Red Mountain" situato davanti a Castoria. Nel 2020 Il Mar dei Ranocchi, viene sostituito dall'Isola Maui, un playground acquatico. Nel 2022 viene installata una nuova attrazione al posto del Labirinto di Fui-Ming, un mini disk'o coaster, mobile da luna park, a tema Basket il cui nome è NBA Live (smantellato al termine della stessa stagione). Inoltre sempre nella stagione 2022 viene introdotta la Mascotte BaBau dal vivo, per la prima volta dopo tantissimi anni, la mascotte animata torna in giro per il parco con un look tutto nuovo, insieme a lui sono stati aggiunti altri personaggi, amici del BaBau e nuovi eventi dedicati ai più piccoli con le famiglie.
In alcune stagioni (tra cui il 2020) il parco aprì anche nel periodo invernale. Solitamente le domeniche di novembre, il ponte dell'8 dicembre e da Capodanno fino al primo weekend di gennaio dalle 10:30 al tramonto, mentre il giorno 31 dicembre era prevista l'apertura del parco dalle 10:30 di mattina fino tarda notte per festeggiare l'arrivo dell'anno nuovo al parco. Nel 2020 il parco doveva aprire esclusivamente il weekend di Capodanno dalle 10:30 al tramonto e il 31 dicembre dalle 10:30 a mezzanotte, in seguito l'evento fu annullato a causa del dpcm imposto dal governo per evitare contagi da Covid-19.
Nella stagione 2020 il parco, che inizialmente doveva aprire l'8 marzo, rimanda l'apertura a data da destinarsi a causa della pandemia da Covid-19. Fiabilandia aprirà i suoi cancelli dal 29 maggio dello stesso anno, con misure di sicurezza ed igiene.
Il 26 ottobre, anziché il 1º novembre, chiude improvvisamente le porte al pubblico, a causa del dpcm che imponeva la chiusura immediata di tutti i parchi a tema, a causa di un aumento dei contagi da coronavirus. 
L'11 maggio 2021 si unisce, anche se non fisicamente, alla manifestazione svolta da Parchi Permanenti Italiani a Roma in Piazza del Popolo con gli altri parchi divertimento italiani, per dire no all'apertura imposta dal governo solamente dal 1 di luglio per i parchi tematici. Il parco riuscì così ad aprire martedì 15 giugno 2021 chiudendo la stagione il 1º novembre come inizialmente previsto. Dal 6 agosto 2021 per accedere al parco servirà il possesso del Green Pass o un tampone rapido con risultato dell'esito negativo. Nel 2022 riapre il 6 marzo, chiudendo la stagione il 6 novembre 2022 senza restrizioni per l'ingresso. Nello stesso anno il parco passò sotto gestione del Circo Medrano, i quali collaborano anche per gli show stagionali, tra cui proprio esibizioni circensi.
Nel 2023 vengono effettuati vari lavori di Restyling alle attrazioni: Mago Merlino, Cinema 4D, La Baia di Peter Pan e La Valle degli Gnomi. Vengono inoltre aggiunti nuovi spettacoli ed eventi.
Durante la stagione 2024 vengono effettuati lavori di restauro all'attrazione Capitan Nemo e al Palaverde. Viene inoltre reintrodotta l'apertura invernale nei mesi di dicembre e gennaio.

## Aree tematiche
Il parco è diviso principalmente in 4 aree tematiche più alcune zone senza tema specifico.
| Tema Area             | Attrazioni |
| --------------------- | --- |
| Area Western          | - La Miniera D'Oro del West - Spettacolo Western - La casa del Contadino - La Vecchia Fattoria - Villaggio Apache - Villaggio Navaho - Fort Laramie - Saloon - Fiabilandia Express |
| Area Orientale        | - Il Lago del Sogno - Pagoda - La Terrazza - Fiabilandia Express - Troll - C'era una volta Fiabilandia |
| Area Medioevale       | - Il Castello di Mago Merlino - Frulleria - La Collina del BaBau |
| Borgo Magico          | - Grand Carousel - Anacleto - Max Mouse - Marion - BaBau Trucks - Ciack Carousel |
| Attrazioni senza Area | - Castoria - Red Mountain - Scivolone Gigante - Fuoripista - Capitan Nemo Adventure - Palm Beach - Isola Maui - Museo del Circo - Speedy - Merenderia - Europa in Miniatura - La Valle degli Gnomi - Cinema 4D - Palagiallo - Palaverde - PincoPallina - SpaceMouse - La Baia di Peter Pan |

## Attrazioni

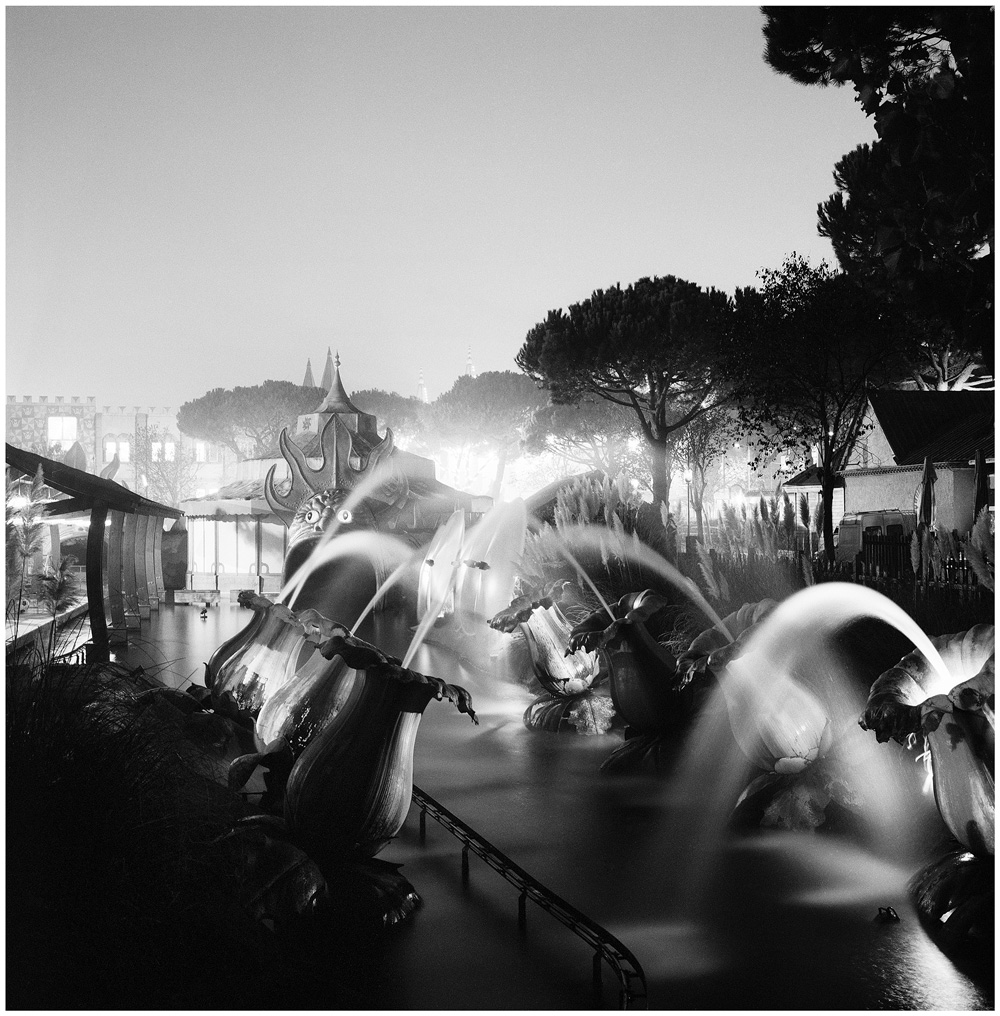
Il Lago del Sogno

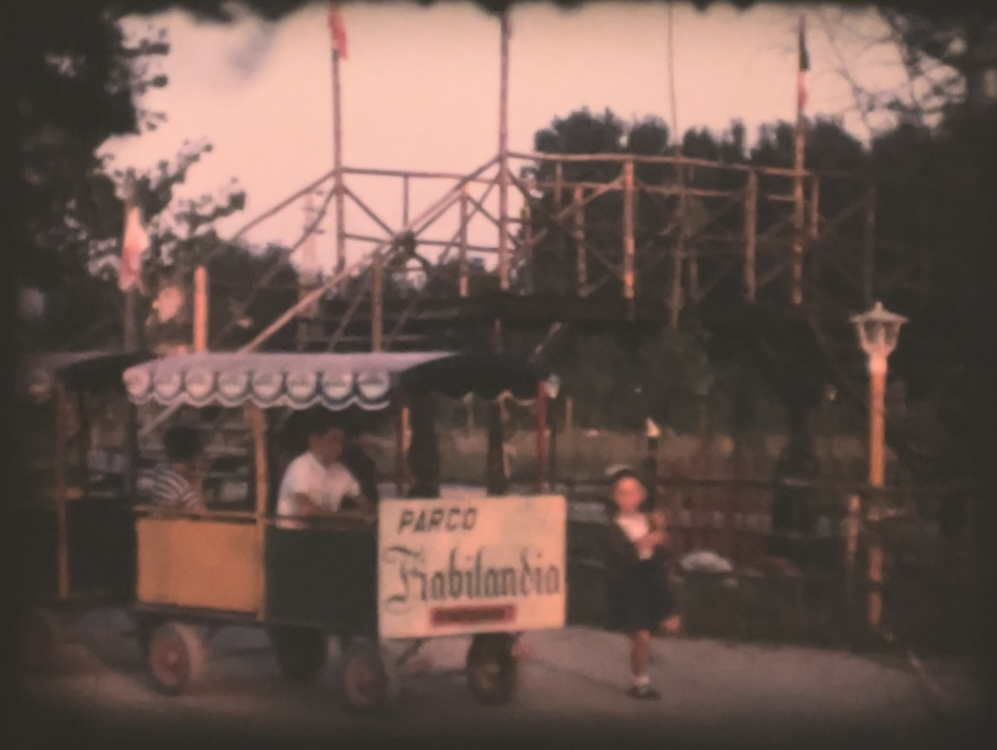
Trenino Fiabilandia Express nel 1966.

Il Parco, presenta varie attrazioni, con temi vari principalmente inerenti a fiabe o fantasy.
| Attrazione                  | Tipologia            | Apertura | Chiusura |
| --------------------------- | -------------------- | -------- | -------- |
| La Collina del Babau        | Punto Foto           | -        | -        |
| La Miniera D'Oro del West   | Mine Train           | -        | -        |
| Museo del Circo             | Mostra               | 2022     | -        |
| Spacemouse                  | Spinning Coaster     | 2008     | -        |
| La Baia di Peter Pan        | Walktrough           | 2004     | -        |
| Red Mountain                | Junior Coaster       | 2019     | -        |
| Baby Park                   | Playground           | -        | 2007     |
| La Giostrina di Aladino     | Flat Ride            | -        | 2010     |
| La Ricciovisione            | Cinema Dinamico      | -        | 2010     |
| La casa degli Insetti       | Mostra               | -        | 2013     |
| Exotario                    | Mostra               | -        | 2013     |
| Castoria                    | Log Flume            | 2012     | -        |
| La Valle degli Gnomi        | Junior Coaster       | 2000     | -        |
| Cinema 4D                   | Cinema 4D            | 2010     | -        |
| Isola Maui                  | Playground Acquatico | 2020     | -        |
| Il Mar dei Ranocchi         | Piscina              | -        | 2019     |
| La casa del Contadino       | Mostra               | -        | -        |
| Scivolone Gigante           | Scivolo              | -        | -        |
| Il Lago dei Sogni           | Boat Ride            | -        | -        |
| Fuoripista                  | Mini Car             | -        | -        |
| NBA Live                    | Mini Disk'O Coaster  | 2022     | 2022     |
| La Vecchia Fattoria         | Mostra               | -        | -        |
| Villaggio Navaho            | Mostra               | -        | -        |
| PincoPallina                | Playground           | -        | -        |
| Palaverde                   | Area Show            | -        | 2023     |
| Circo Medrano               | Area Show            | 2023     | -        |
| Palagiallo                  | Area Show            | -        | -        |
| C'era una volta Fiabilandia | Mostra               | -        | -        |
| Fiabilandia Express         | Trenino Panoramico   | 1966     | -        |
| Capitan Nemo Adventure      | Splash Battle        | 2007     | -        |
| Palm Beach                  | Playground Acquatico | 2017     | -        |
| Grand Carousel              | Giostra Cavalli      | -        | -        |
| Borgo Magico                | Area con Flat Rides  | -        | -        |
| Marion                      | Flat Ride            | -        | -        |
| Anacleto                    | Flat Ride            | -        | -        |
| Max Mouse                   | Flat Ride            | -        | -        |
| BaBau Trucks                | Flat Ride            | -        | -        |
| Ciack Carousel              | Flat Ride            | -        | -        |
| Europa in Miniatura         | Mostra               | 2017     | -        |
| Spettacolo Western          | Show                 | -        | -        |
| Fontane Danzanti            | Show                 | -        | -        |
| Labirinto di Fui-Ming       | Labirinto            | 2008     | 2021     |
| Troll                       | Animatronics         | -        | -        |
| Fiaby Boat                  | Battello             | -        | -        |
| Il Castello di Mago Merlino | Dark Ride            | -        | -        |
| Villaggio Apache            | Mostra               | -        | -        |
| Fort Laramie                | Mostra               | -        | -        |

## Spettacoli
| Spettacolo                | Tipologia     | Luogo                |
| ------------------------- | ------------- | -------------------- |
| Fiaby Circus              | Circus Show   | Circo di Fiabilandia |
| Fontane Danzanti          | Fountain Show | Lago Centrale        |
| C'era una volta a Tijuana | Animazione    | West Arena           |